# 赫尔韦斯
赫尔韦斯，是西班牙安达卢西亚自治区塞维利亚省的一个市镇。总面积8平方公里，总人口6767人（2001年），人口密度846人/平方公里。